# Kreuzweg (Dittwar)

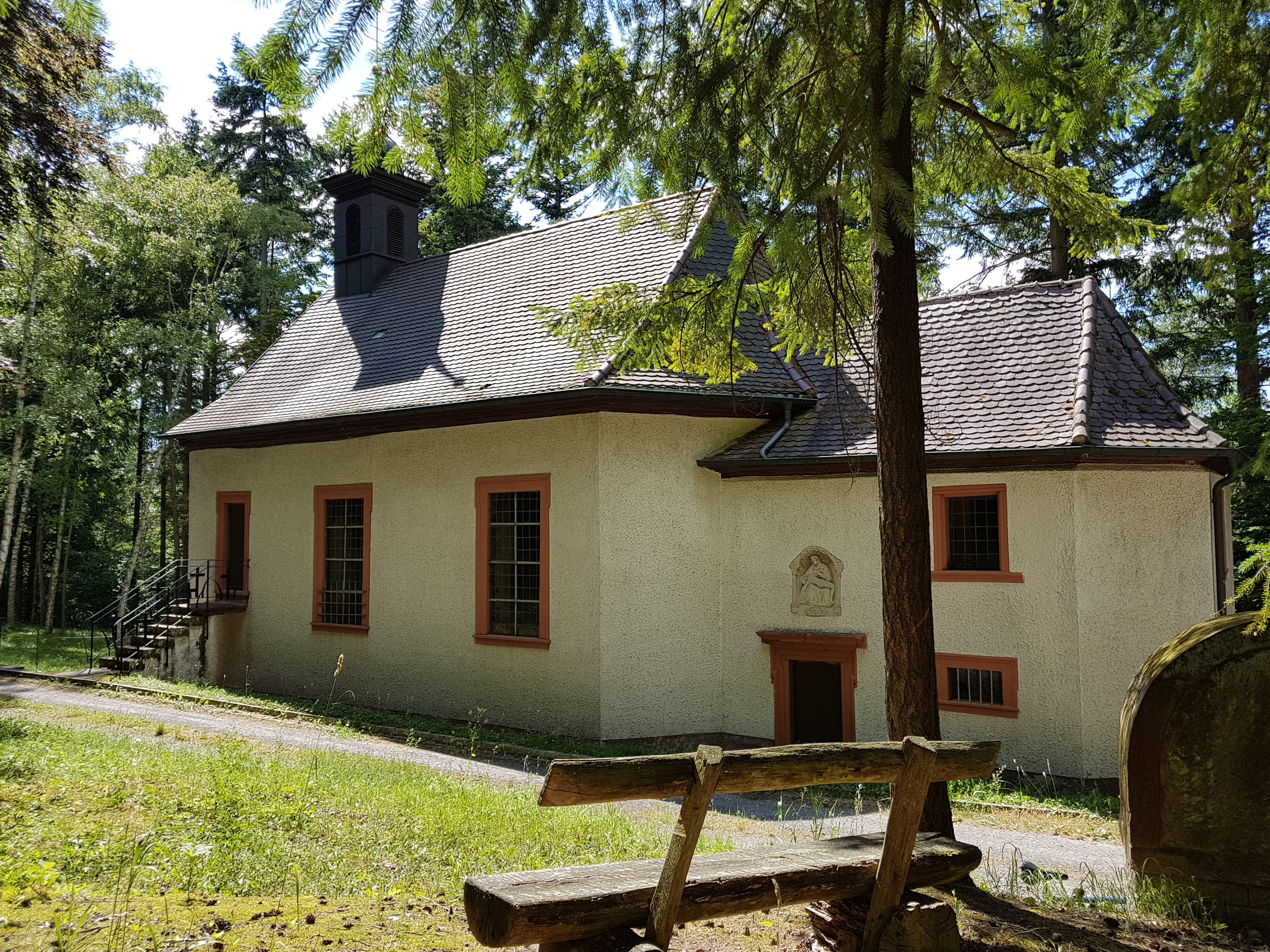
Der 14 Stationen umfassende Kreuzweg endet an der Kreuzkapelle

Der Kreuzweg in Dittwar, einem Stadtteil von Tauberbischofsheim im  Main-Tauber-Kreis in Baden-Württemberg, befindet sich am Ortsrand auf dem Weg zur Kreuzkapelle am Kreuzhölzle. Bereits im Jahre 1730 wurden die Kreuzwegstationen in ihrer Anordnung festgelegt und bis 1747 erstellt. Schon seit 1670 sind auf diesem Weg Wallfahrten zum Kreuzhölzle nachgewiesen.

## Lage
Der Kreuzweg beginnt am Dittwarer Friedhof und führt zunächst die Straße am Steigegraben entlang, bevor er nach rechts in den Kapellenwald mündet und bis zur Kreuzkapelle sowie der Mariengrotte am Kreuzhölzle aufsteigt.

## Geschichte

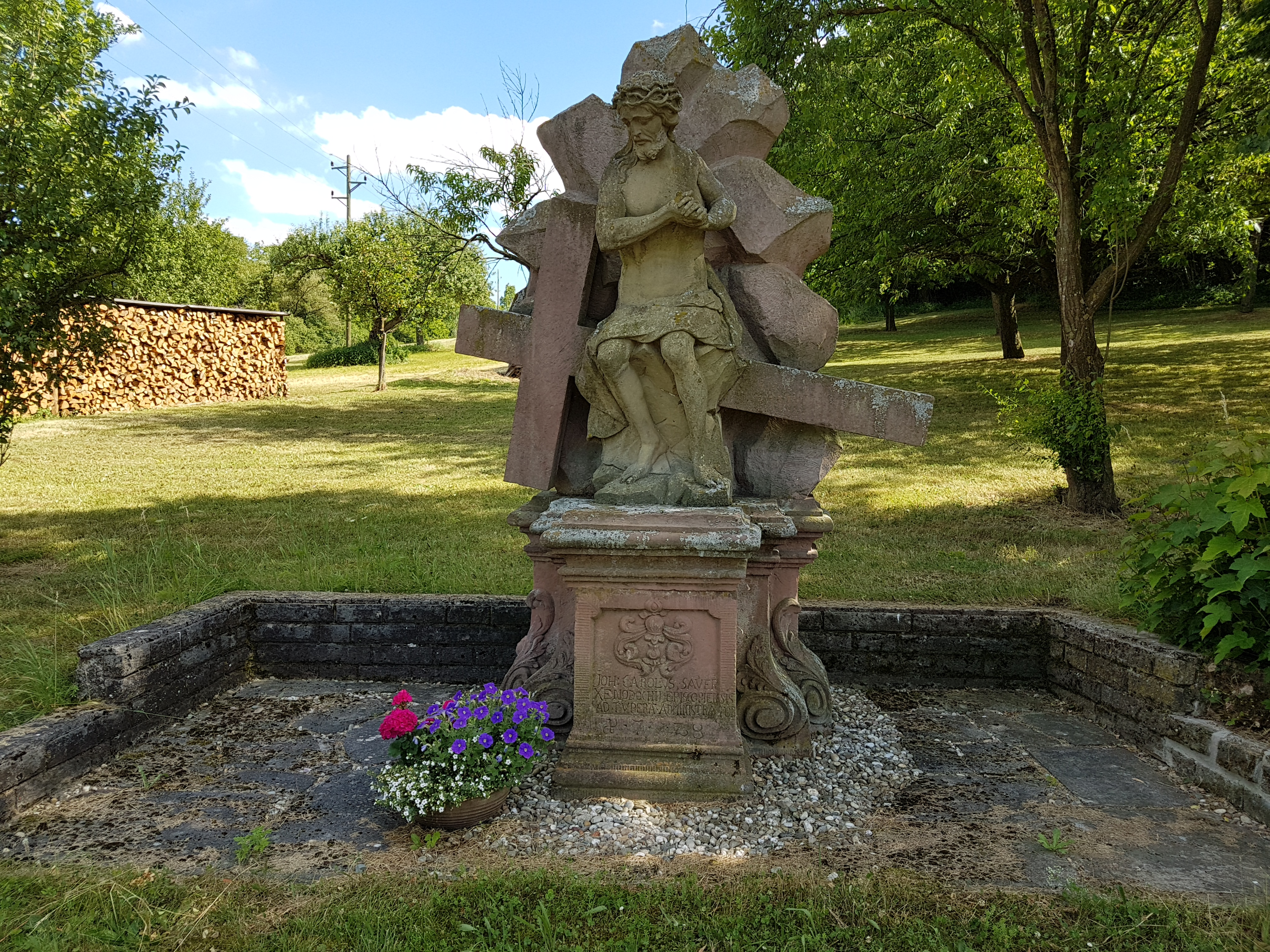
Steinfigur die Ruh Christi, Jesus neben dem Kreuz sitzend, am Rande des Kreuzweges zwischen der vierten und fünften Station

Im Jahre 1730 wurden die Kreuzwegstationen in ihrer Anordnung festgelegt (1361 Schritte bis zur Kalvarienbergkapelle) und bis 1747 durch 14 Steinkapellen errichtet. Im selben Jahr wurde auch die Druckerlaubnis einer bischöflichen Kommission für das erste Wallfahrtsbüchlein erteilt. Johannes Carolus Sauer, ein ehemaliger Verwalter des Spitals in Tauberbischofsheim, stiftete bereits im Jahre 1728 eine Steinfigur, die Jesus neben dem Kreuz sitzend darstellt, womit er sich besondere Gnade erhoffte. Diese wird die Ruh Christi genannt und befindet sich heute neben dem Kreuzweg zwischen der vierten und fünften Station, vor Beginn des Kapellenwaldes.
Der Kreuzweg des Jahres 1747 wurde durch den damaligen Spitalverwalter Christoph Bernhard Müller gestiftet. Die Einweihung des Kreuzweges erfolgte im Jahre 1759 durch die Tauberbischofsheimer Franziskaner. Die 12. Kapelle wurde „Kalvarienberg“ genannt, da sie größer als die Übrigen war und sich in der „Kalvarienbergkapelle“ ein Altar zur Erinnerung an die Kreuzigung befand. Von der ersten Station bis zum Kalvarienberg zählte man 1361 Schritte; Das soll laut Legende der Abstand des historischen Kreuzweges in Jerusalem sein.

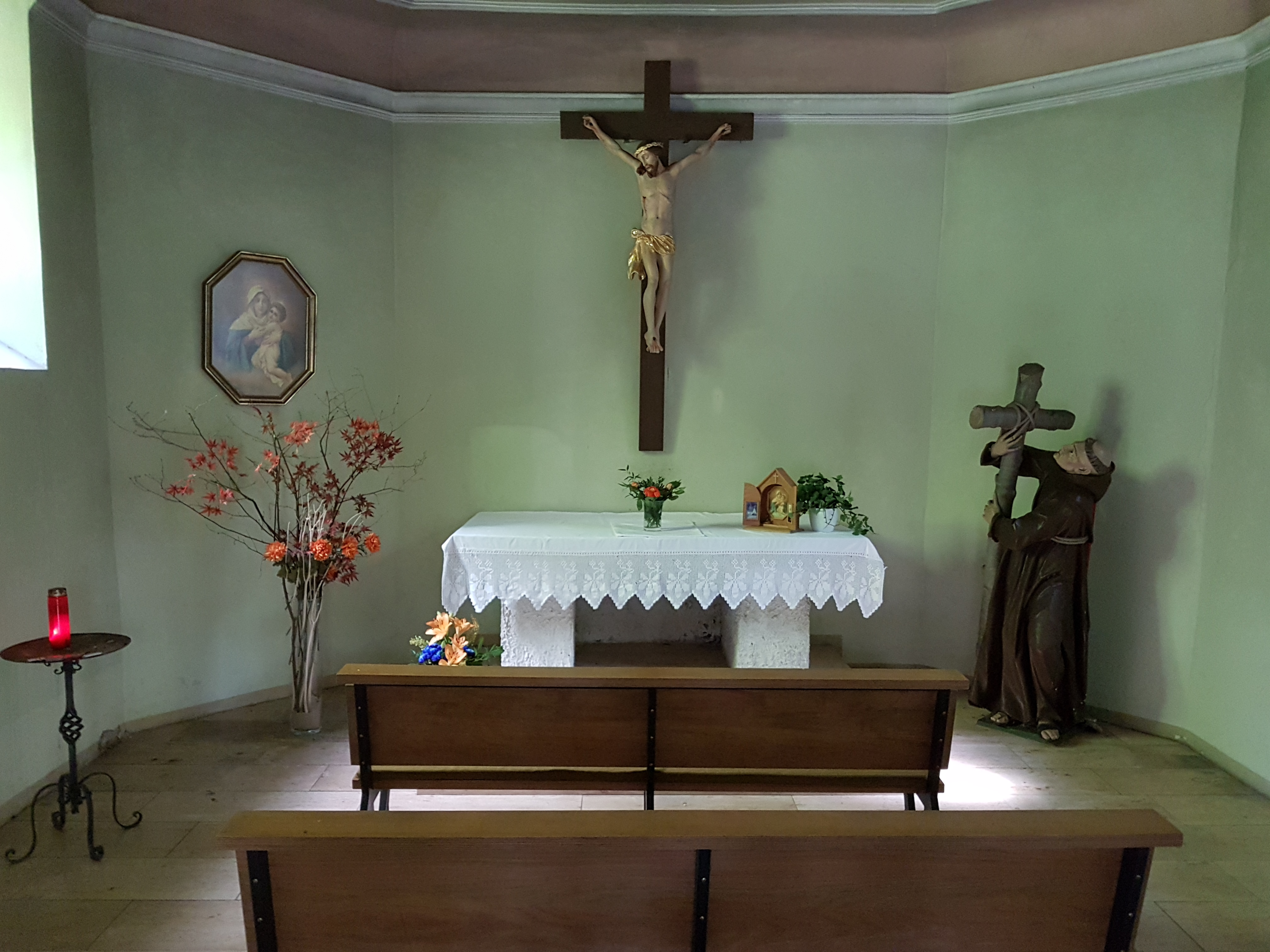
12. Kreuzwegstation: Jesus stirbt am Kreuze, mit einem Altar zur Erinnerung an die Kreuzigung in der Kalvarienbergkapelle

2009 wurde die 250-jährige Einweihung des Kreuzweges mit einem Kreuzfest gefeiert. Heute finden jährlich im Mai zur Kreuzauffindung und im September zur Kreuzerhöhung Wallfahrten zum Kreuzhölzle statt.

## Kreuzweg zum Kreuzhölzle
Der Dittwarer Kreuzweg zur Kreuzkapelle am Kreuzhölzle umfasst die folgenden 14 Stationen:

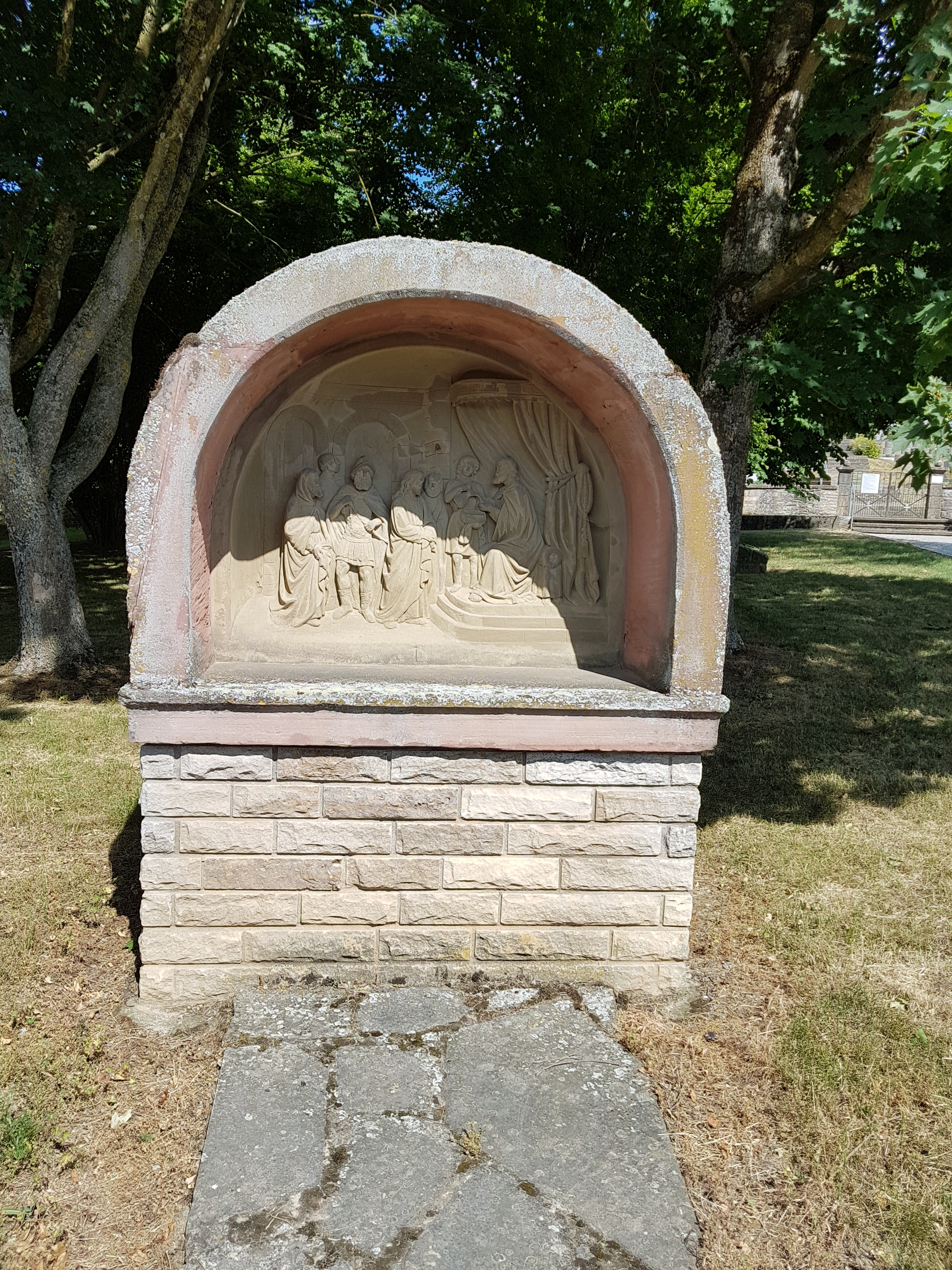
I. Jesus wird zum Tode verurteilt
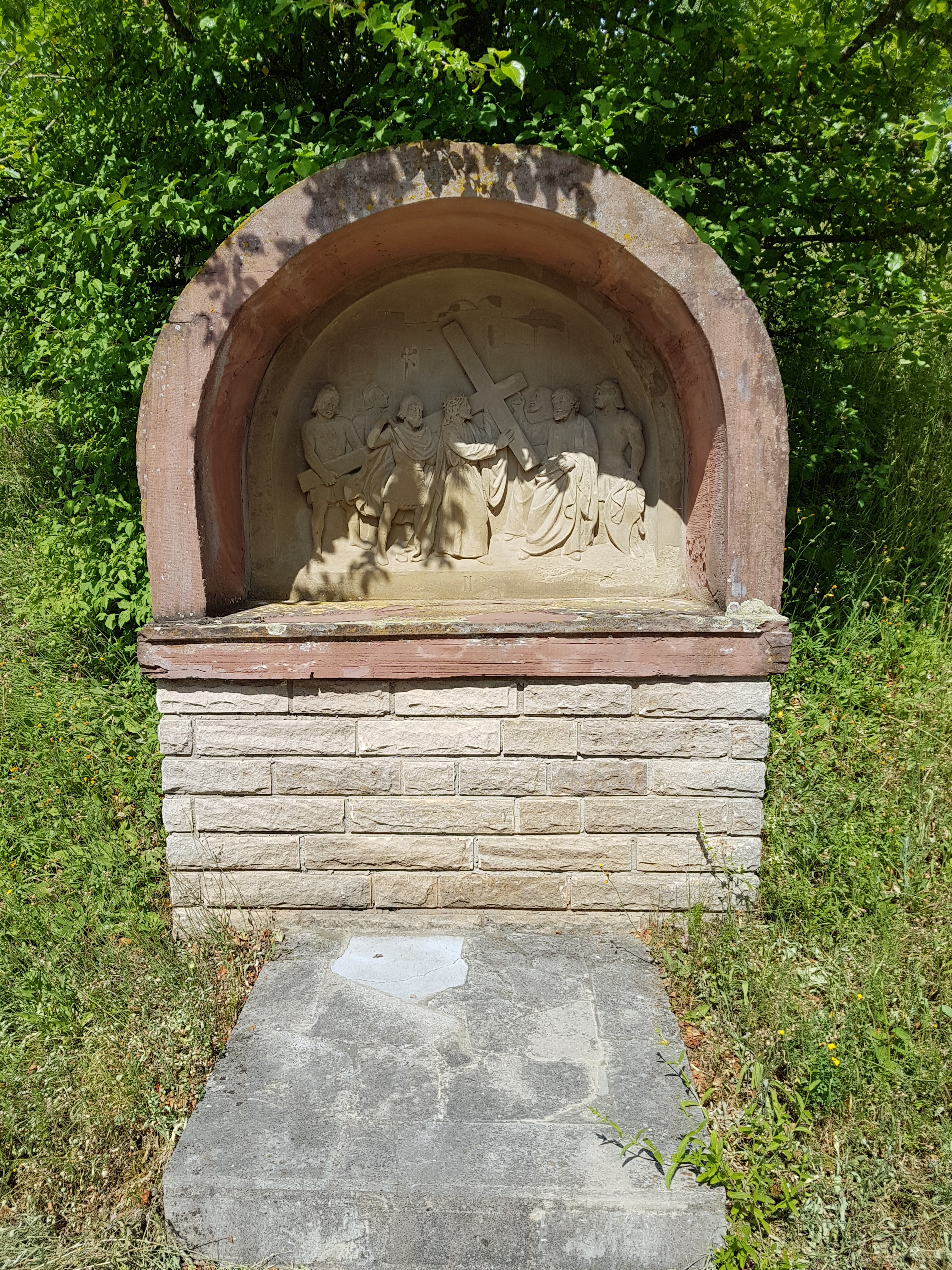
II. Jesus nimmt das Kreuz auf seine Schultern
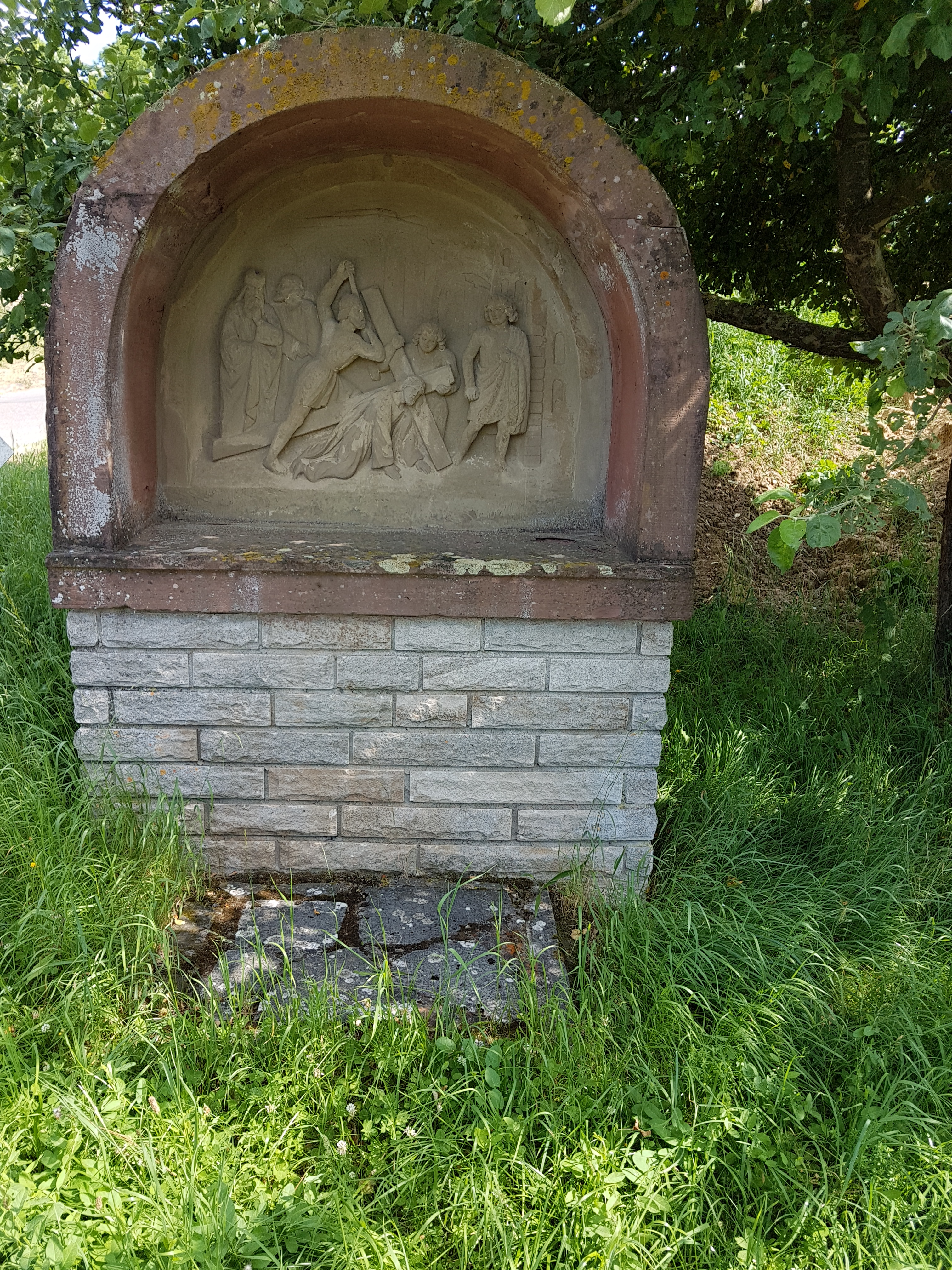
III. Jesus fällt zum ersten Mal unter dem Kreuze
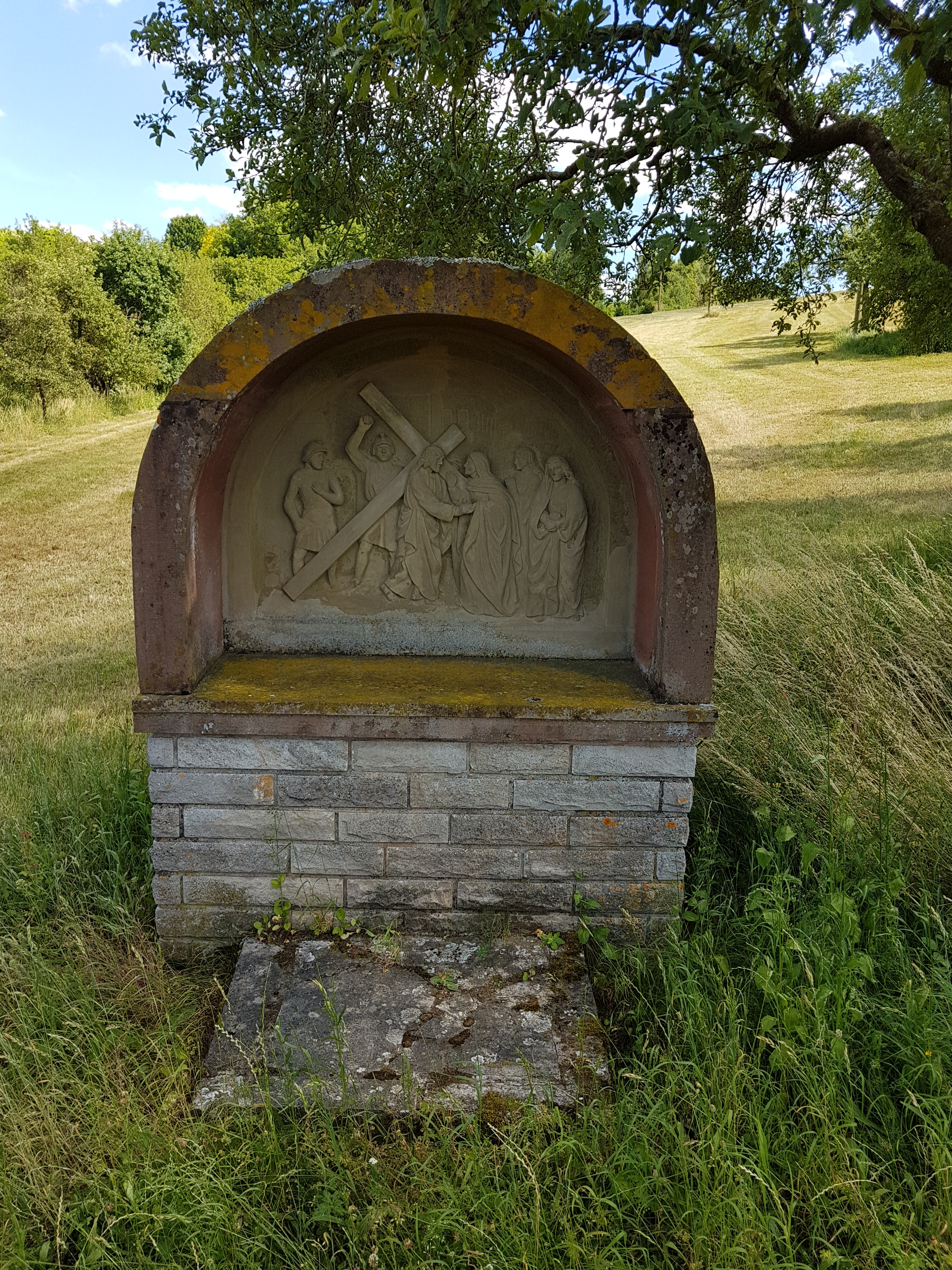
IV. Jesus begegnet seiner hl. Mutter
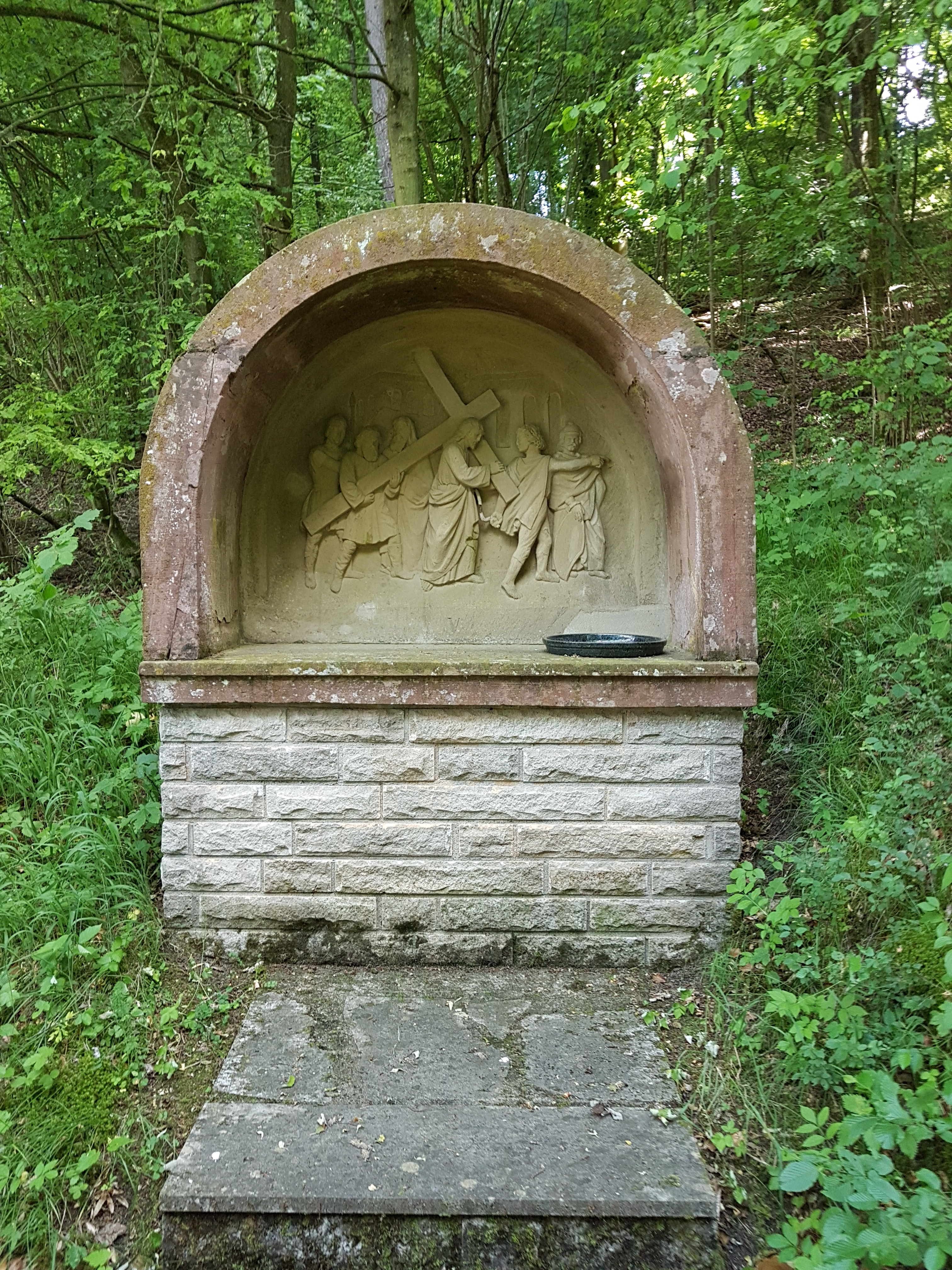
V. Simon von Cyrene hilft Jesus das Kreuz tragen
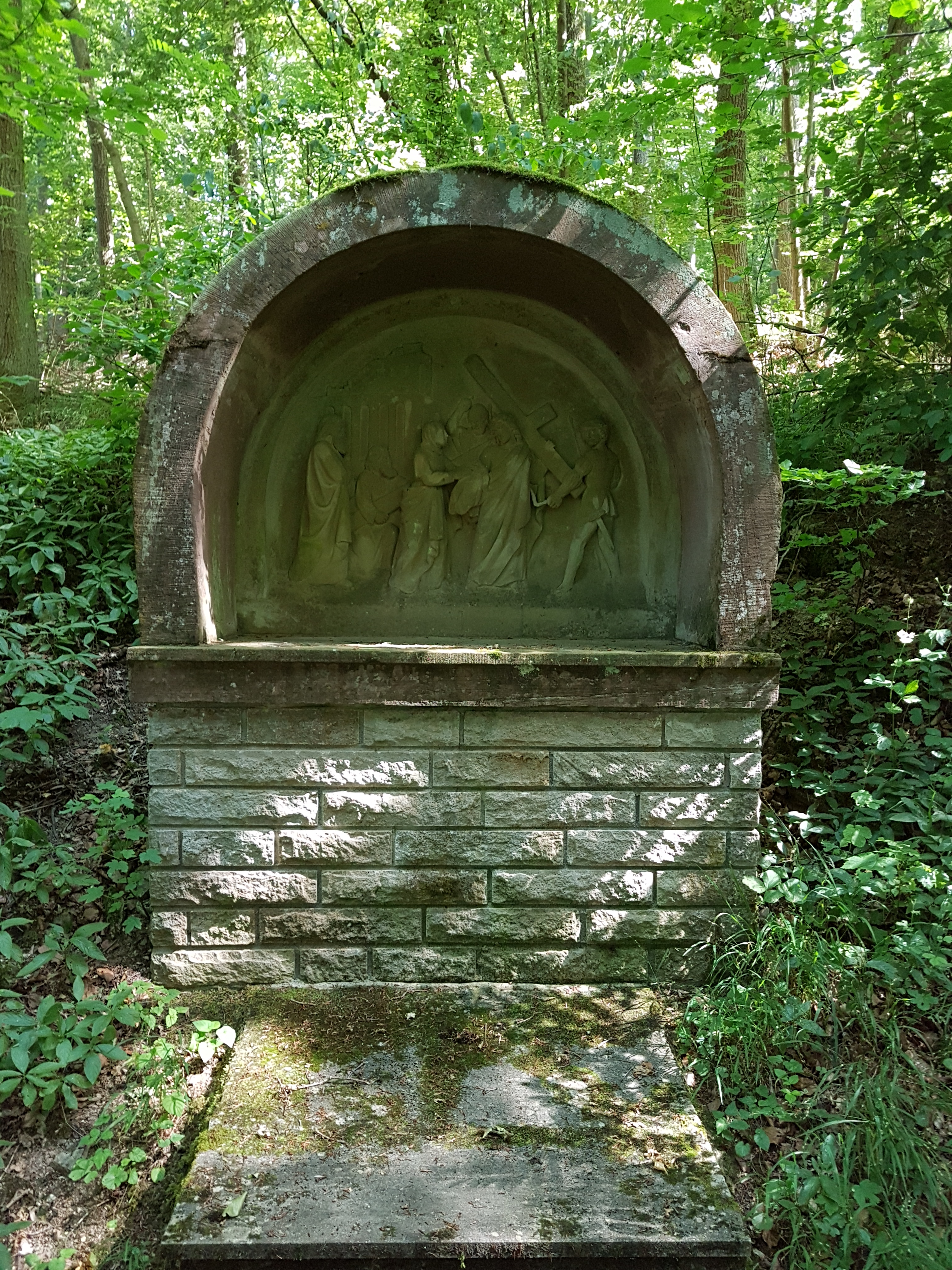
VI. Veronika reicht Jesus das Schweißtuch
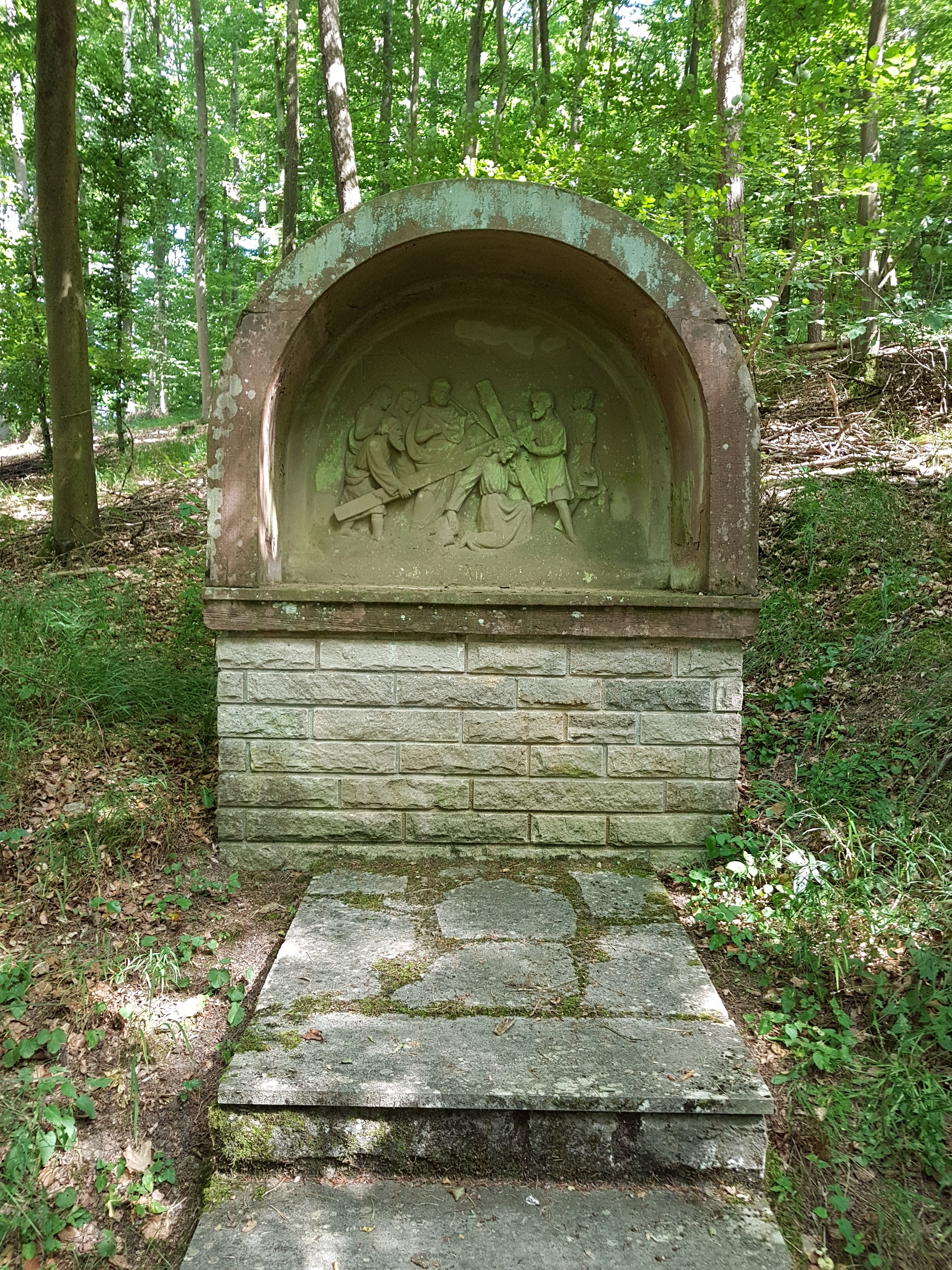
VII. Jesus fällt zum zweiten Mal unter dem Kreuze
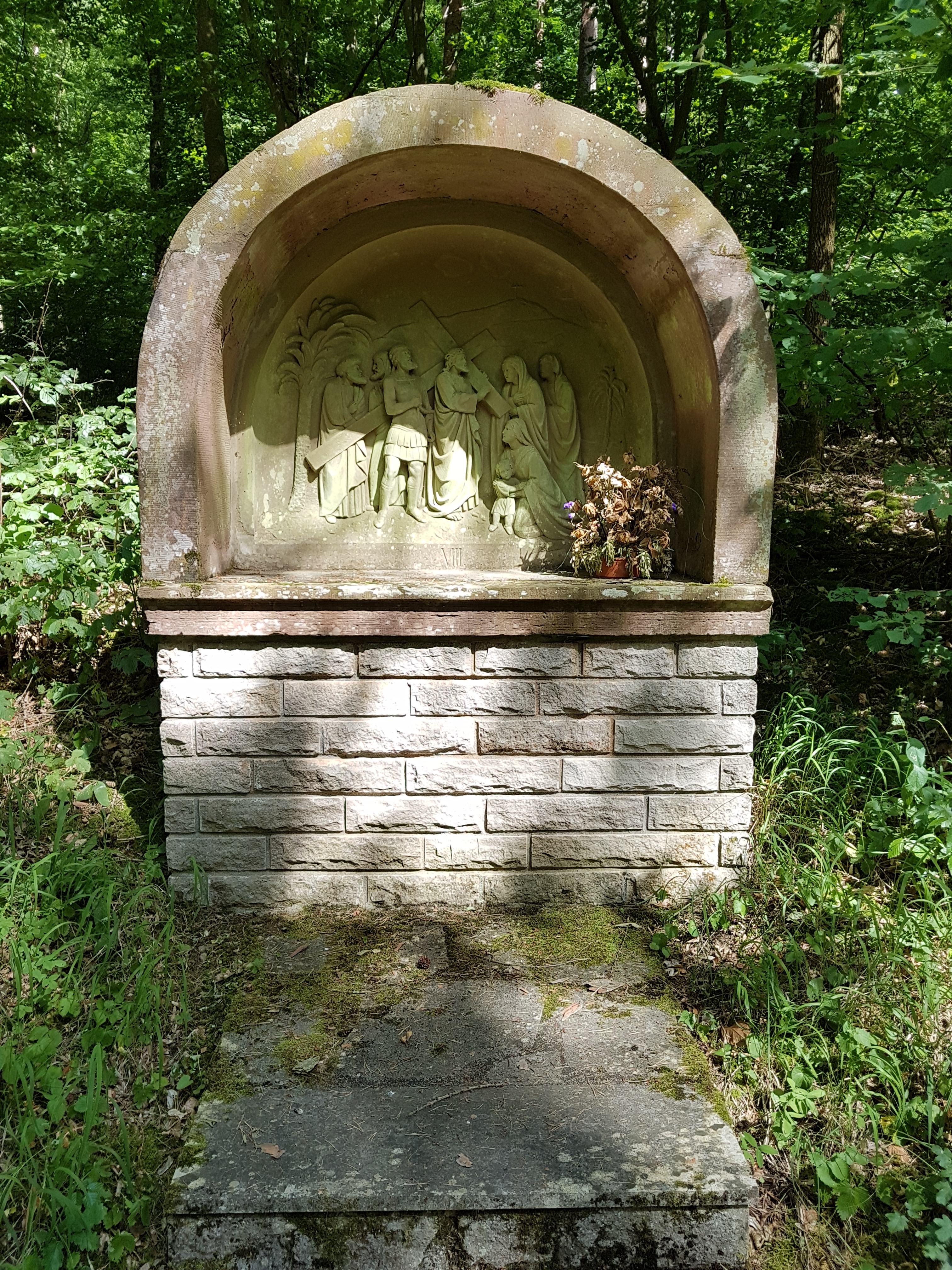
VIII. Jesus tröstet die weinenden Frauen von Jerusalem
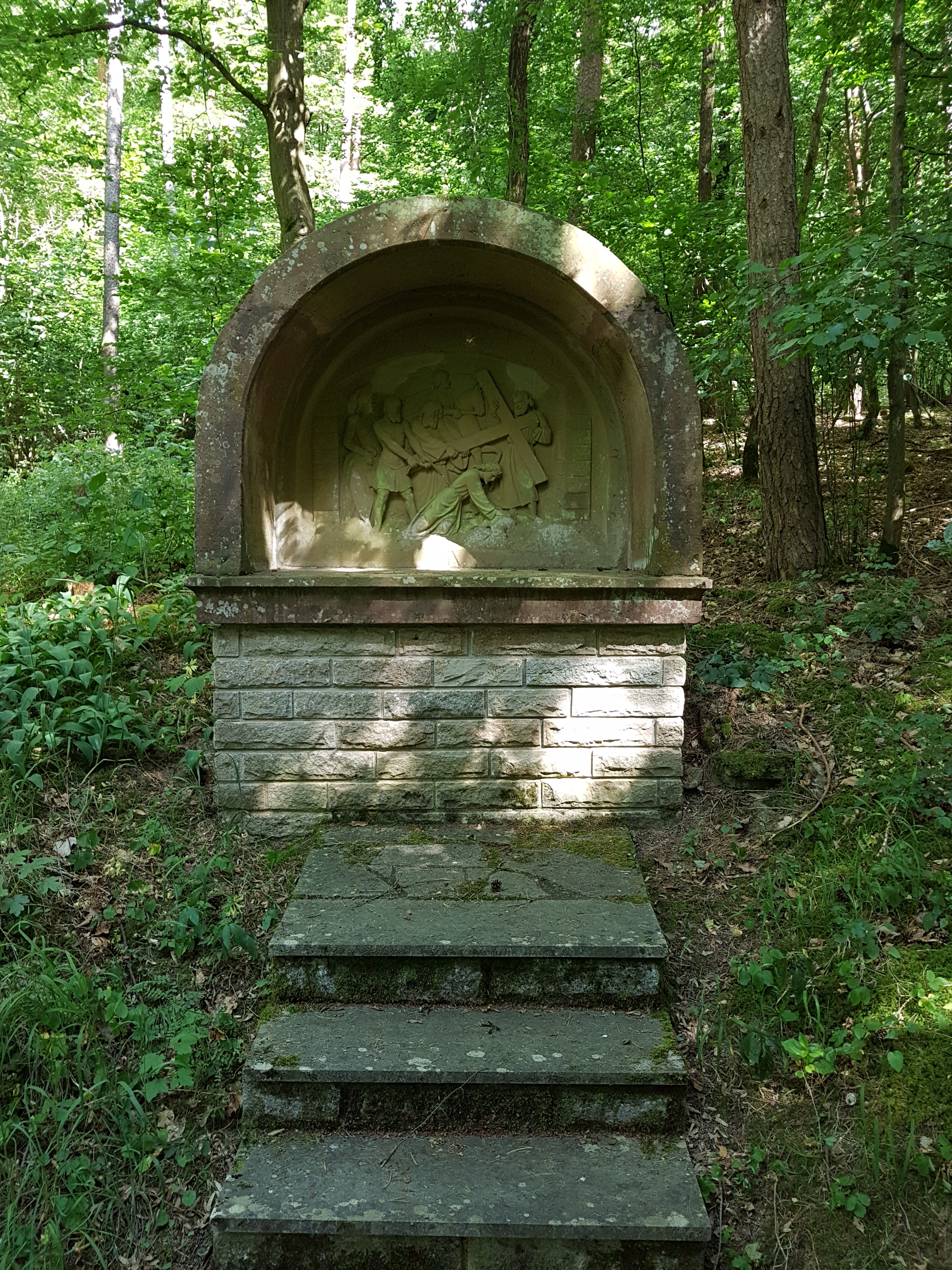
IX. Jesus fällt zum dritten Mal unter dem Kreuze
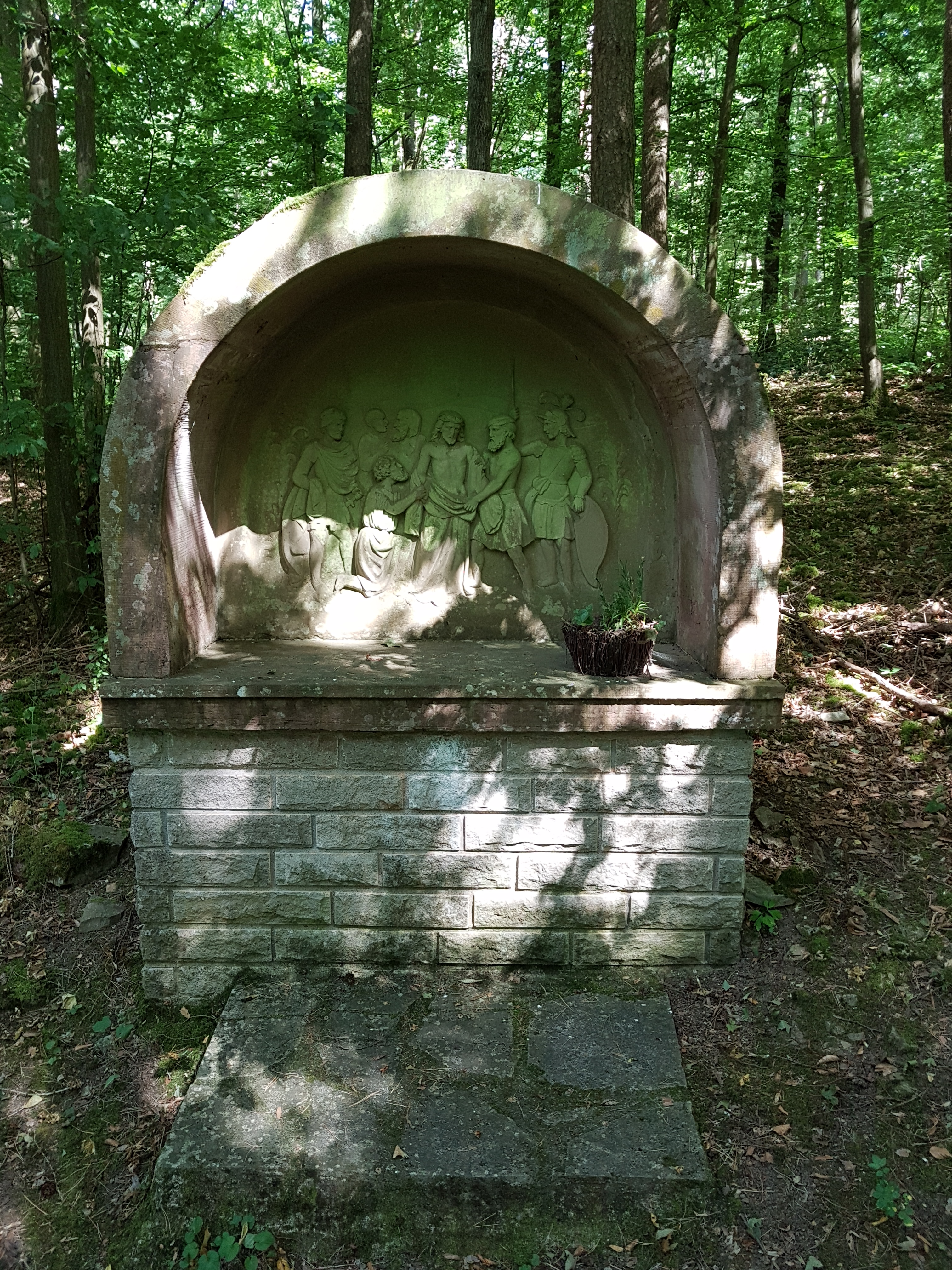
X. Jesus wird seiner Kleider beraubt
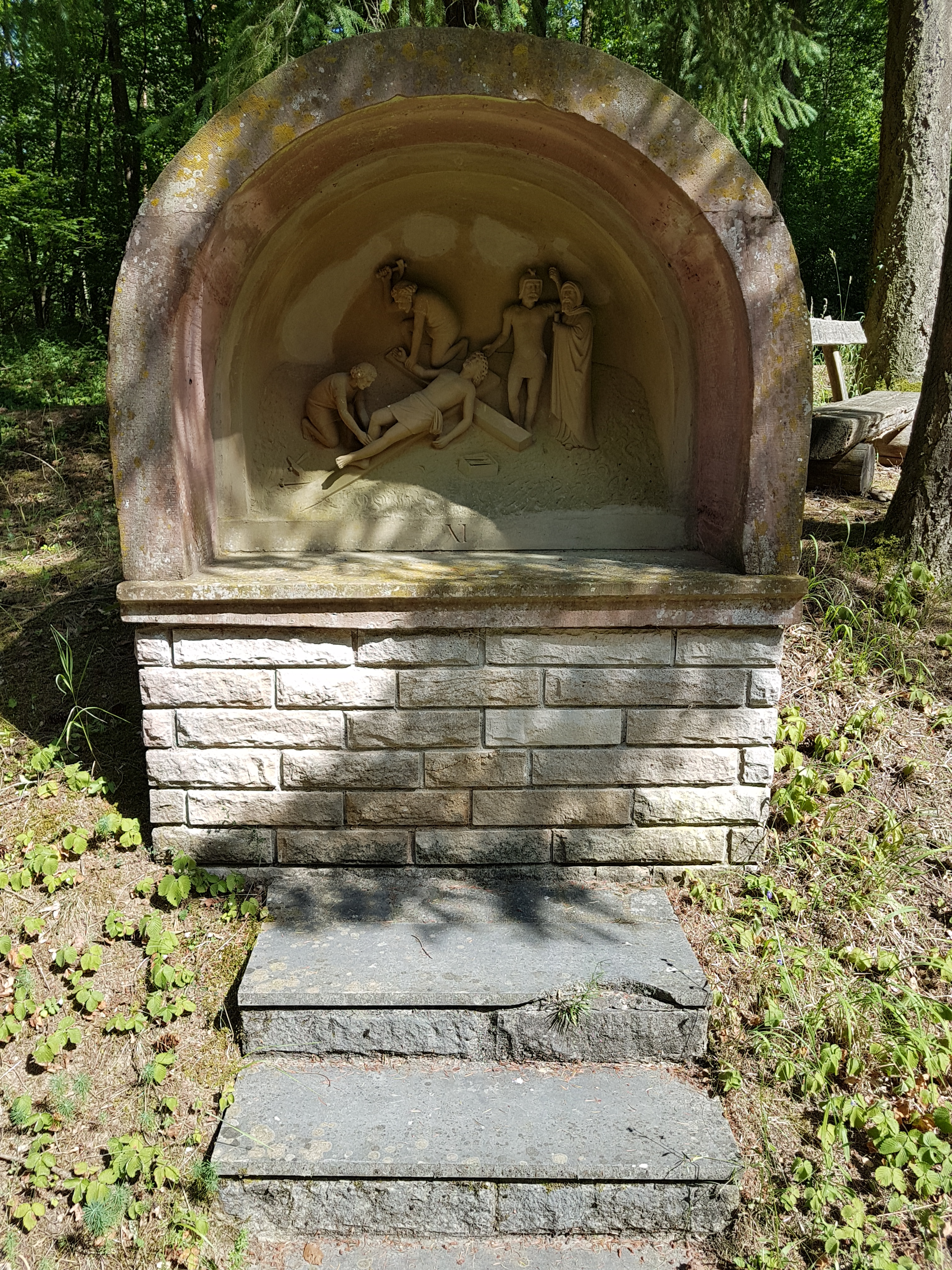
XI. Jesus wird an das Kreuz genagelt
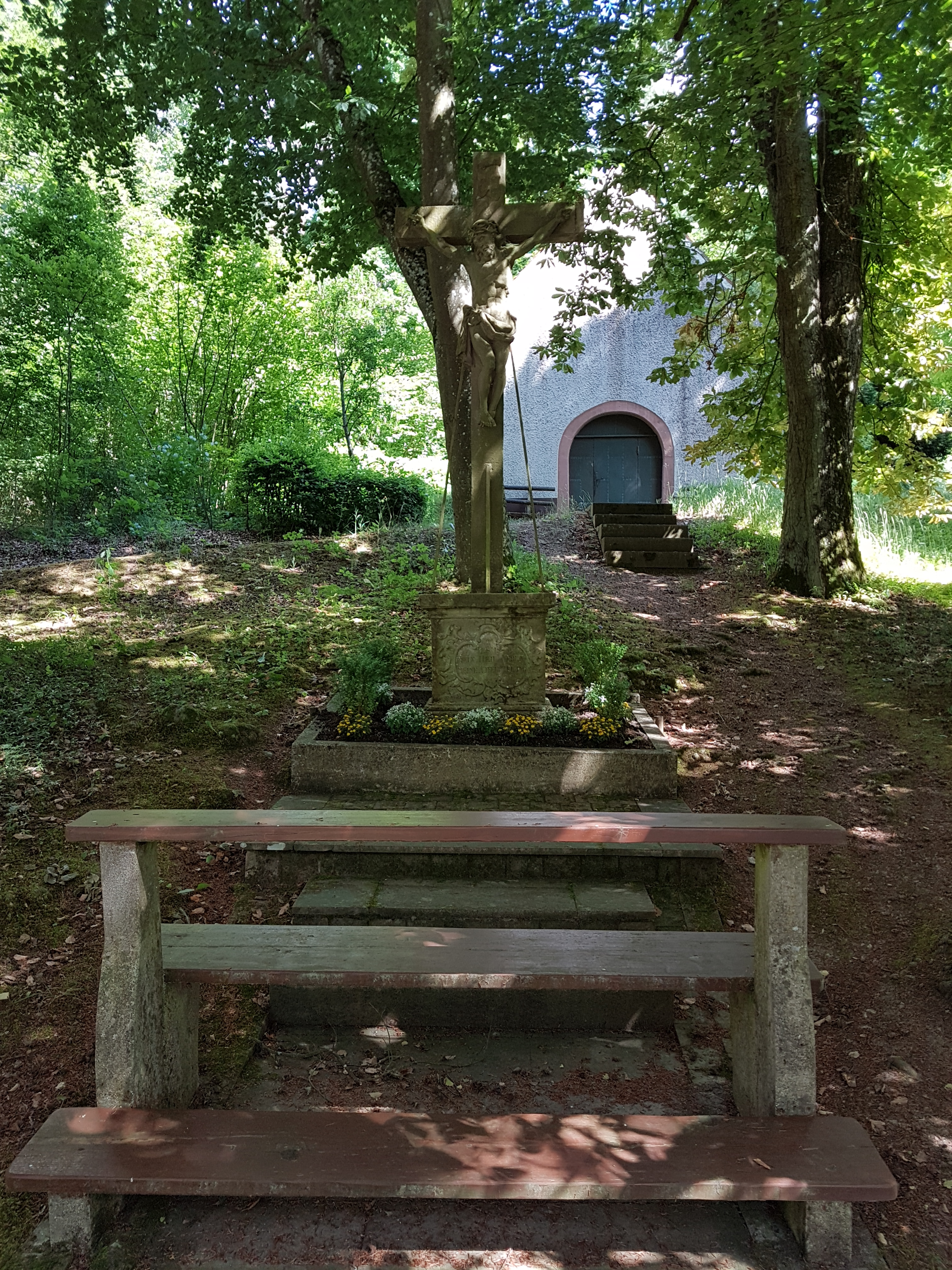
XII. Jesus stirbt am Kreuze (mit der Kalvarienbergkapelle)
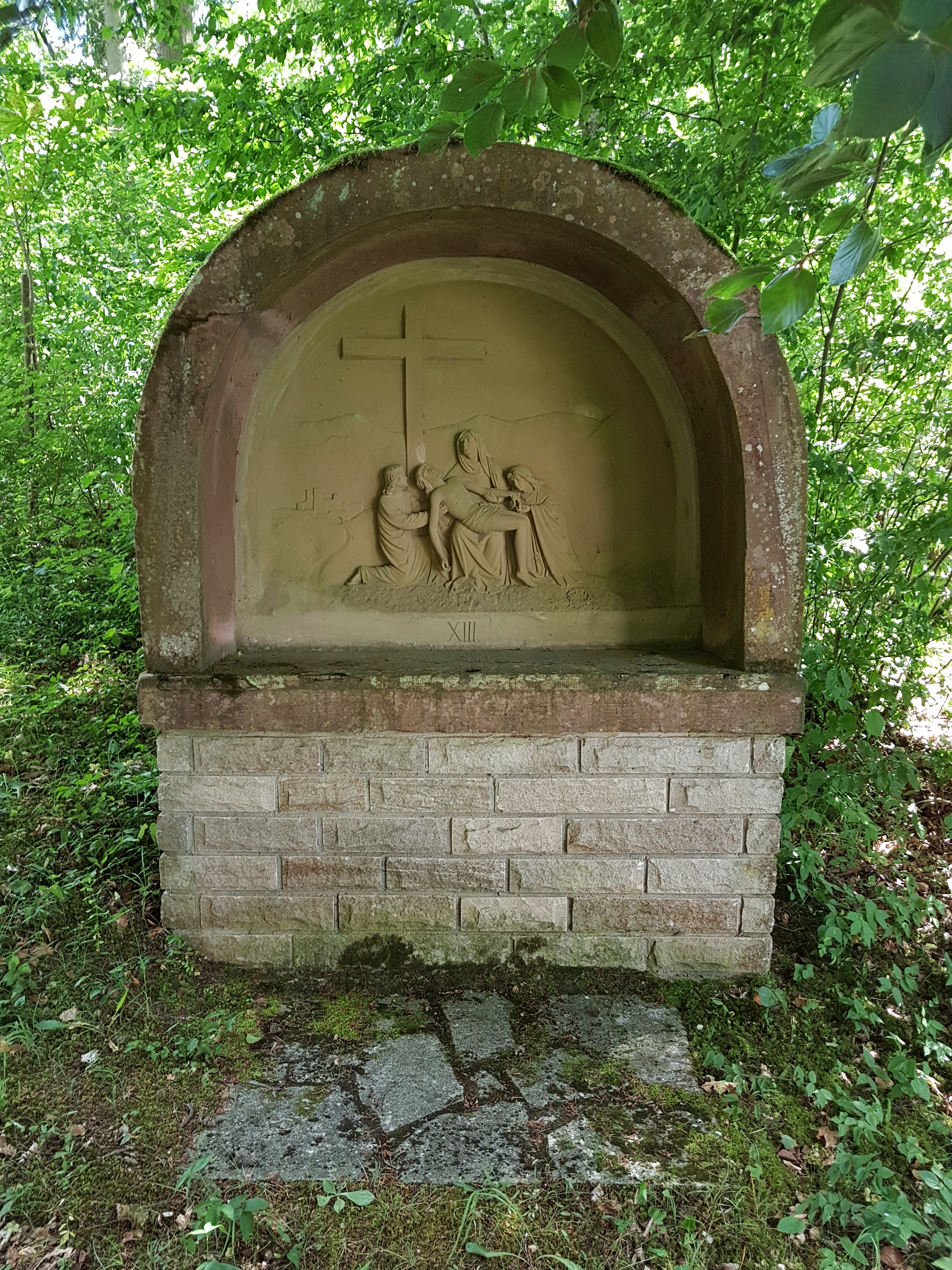
XIII. Der Leichnam Jesu wird vom Kreuze abgenommen
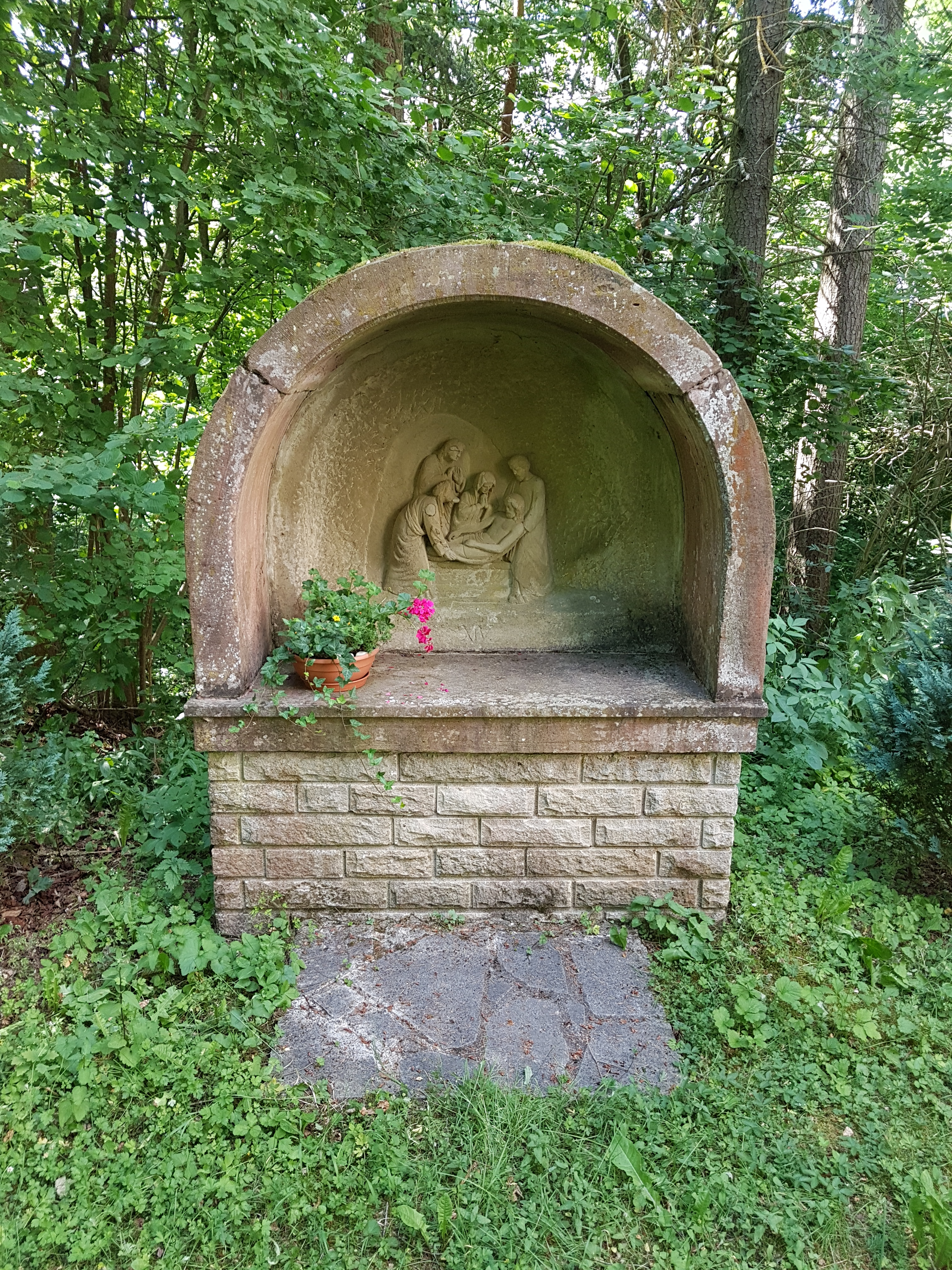
XIV. Jesus wird in das Grab gelegt

## Denkmalschutz
Der Kreuzweg ist ein Kulturdenkmal der Stadt Tauberbischofsheim. Er steht gemeinsam mit der Kreuzkapelle, der Kalvarienbergkapelle und einem Bildstock als Sachgesamtheit unter Denkmalschutz.